# Iñigo Ucín
Iñigo Ucín Azcue (Azcoitia, Guipúzcoa, 1960) es un directivo y empresario español, actual presidente de la Corporación Mondragón.
Anteriormente también desempeñó el cargo de presidente del Grupo Danobat y vicepresidente de la Corporación Mondragón.

## Biografía
Se licenció en Ciencias Económicas y Empresariales en la Universidad de Deusto y después cursó un máster en Gestión de la innovación también en Deusto.
Comenzó, en 1984, como director económico-financiero de Izarraitz, filial de Danobat en la Corporación Mondragón. En 1992 pasó a ser el director general de la empresa. Después fue gerente y director general de Danobat.
En 2013 fue elegido vicepresidente de la Corporación Mondragón, en la división de Automatización Industrial y también en la de Máquina Herramienta. También fue presidente del Consejo Rector de la Universidad Mondragón.
Desde 2016, es el presidente del Consejo General de la Corporación Mondragón.

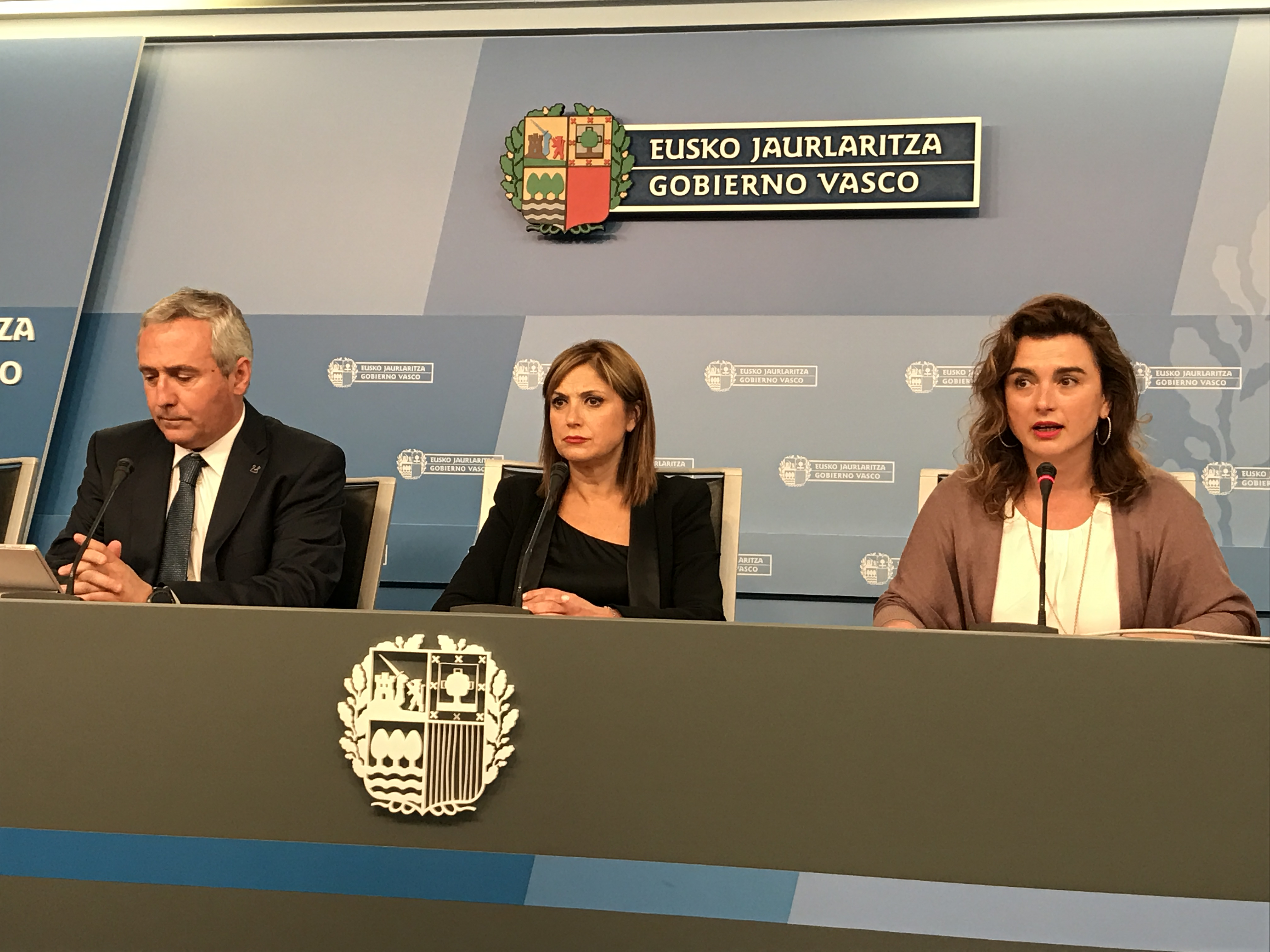
Iñigo Ucín junto a la Consejera de Trabajo y Justicia del Gobierno vasco, Mª Jesús San José, y la Presidenta de la patronal vasca de empresas de economía social, Rosa Lavín

Durante su presidencia ha afrontado los problemas económicos y sociales de la Corporación Mondragón derivados de su situación financiera y de las responsabilidades del grupo con su filial Fagor.